# Almsee
De Almsee is een meer in het Salzkammergut in de Oostenrijkse deelstaat Opper-Oostenrijk. Het meer ligt in het noordelijke deel van de bergketen Totes Gebirge. Het meer heeft een oppervlakte van 0,9 km², is maximaal 2,3 km lang, 700 meter breed en heeft een maximale diepte van 5 meter. Het meer ligt op een hoogte van 589 meter boven de zeespiegel.
Het meer watert af in de rivier de Alm, die weer uitkomt in de Traun een zijrivier van de Donau.
Zwemmen, surfen en duiken zijn wegens de status van het meer als natuurgebied en vanwege zijn rijkdom aan vissen verboden. In het meer leven onder andere de volgende soorten vissen: bronforel, beekridder, beekforel, meerforel, regenboogforel en vlagzalm. 
Konrad Lorenz deed veel belangrijke observaties van grauwe ganzen op het meer. 